# Людина-блискавичник
«Люди́на-блискави́чник» (англ. The Lightning-Rod Man) — оповідання класика американської літератури Германа Мелвілла зі збірки «Оповідання на веранді». Вперше опубліковане у 20-му номері журналу «Putnam's Magazine» в серпні 1854 року. В основу сюжету покладений випадок, що стався у Беркширі восени 1853-го. В цьому творі письменник висміює пов'язані з блискавицею забобони та агресивну нечесну рекламу, яка притаманна мандрівним торговим агентам.

## Сюжет
Під час зливи до будинку оповідача заходить мандрівник із дивовижною патерицею-тризубом в руці. Він починає залякувати господаря садиби смертю від блискавиці, а заодно і пропонує йому свій рятівний товар — портативний блискавичник. Комівояжер чи то пак «агент з продажу блискавичників» знаходить все нові й нові докази на свою користь, які сам же і спростовує своєю безглуздою поведінкою. Власник будинку залишається при своєму і виганяє нечесного продавця геть.